# Hymenochaete microspora
Hymenochaete microspora är en svampart som beskrevs av A.L. Welden ex J.C. Léger 1990. Hymenochaete microspora ingår i släktet Hymenochaete och familjen Hymenochaetaceae.   Inga underarter finns listade i Catalogue of Life.